# Dom Pérignon

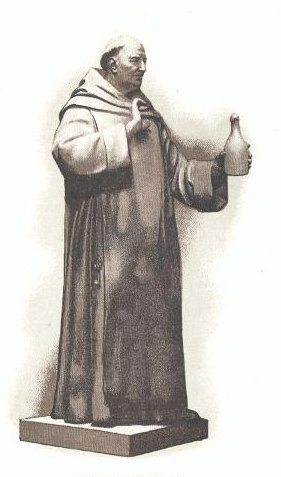
Zeichnung des Denkmals zu Ehren Dom Pérignons im Hause Moët & Chandon

Pierre Pérignon, im Orden Dom Pérignon OSB (* um 1638 in Sainte-Menehould; † 14. September 1715 in Hautvillers, Champagne), war ein französischer Mönch des Benediktinerordens. Er entwickelte maßgeblich die Méthode champenoise, ein Verfahren der Flaschengärung zur Herstellung von Schaumwein, hat sie aber nach heute herrschender Ansicht nicht erfunden. Nach ihm ist die Champagnermarke Dom Pérignon von Moët & Chandon benannt.
Dom Pérignon wurde 1668 als Cellerar der für die wirtschaftliche Versorgung des Klosters zuständige Bruder der Abtei Hautvillers. Da die Weinproduktion eine der Haupteinnahmequellen des Klosters war, kam sie unter seine Aufsicht. Gemeinsam mit dem Kellermeister der Abtei Saint-Pierre aux Monts de Châlons, Bruder Jean Oudart (1654–1742), entwickelte er die önologischen Verfahren der damaligen Zeit weiter. Er stellte fest, dass der Wein durch Verschnitt verschiedener Traubensorten deutlich an Qualität gewann. Außerdem verschloss er die Flaschen mit einem Korken, der mit Kordeln am Flaschenhals gesichert wurde (die erste Agraffe). Ebenso verwendete er starkwandige Flaschen, die einem hohen Flascheninnendruck standhalten konnten. Kreidehöhlen in der Nähe des Klosters nutzte er zur Lagerung. Auch stellte er fest, dass es für die Intensität eines Weins förderlich war, den Ertrag zu beschränken. Die Nachwelt verdankt ihm das Wissen um die Bedeutung und Kunst der Assemblage und des Weißkelterns (Blanc de Noirs).
Auf Dom Pérignon geht auch das weit verbreitete Flaschenfüllvolumen von 0,7 Liter zurück, das er als durchschnittliche Verzehrmenge männlicher Erwachsener beim Abendessen festgestellt hatte.
Bruder Jean Oudart entwickelte die kellertechnischen Verfahren auch nach dem Tode Dom Pérignons weiter.